# 2005年JR羽越本線出軌事故

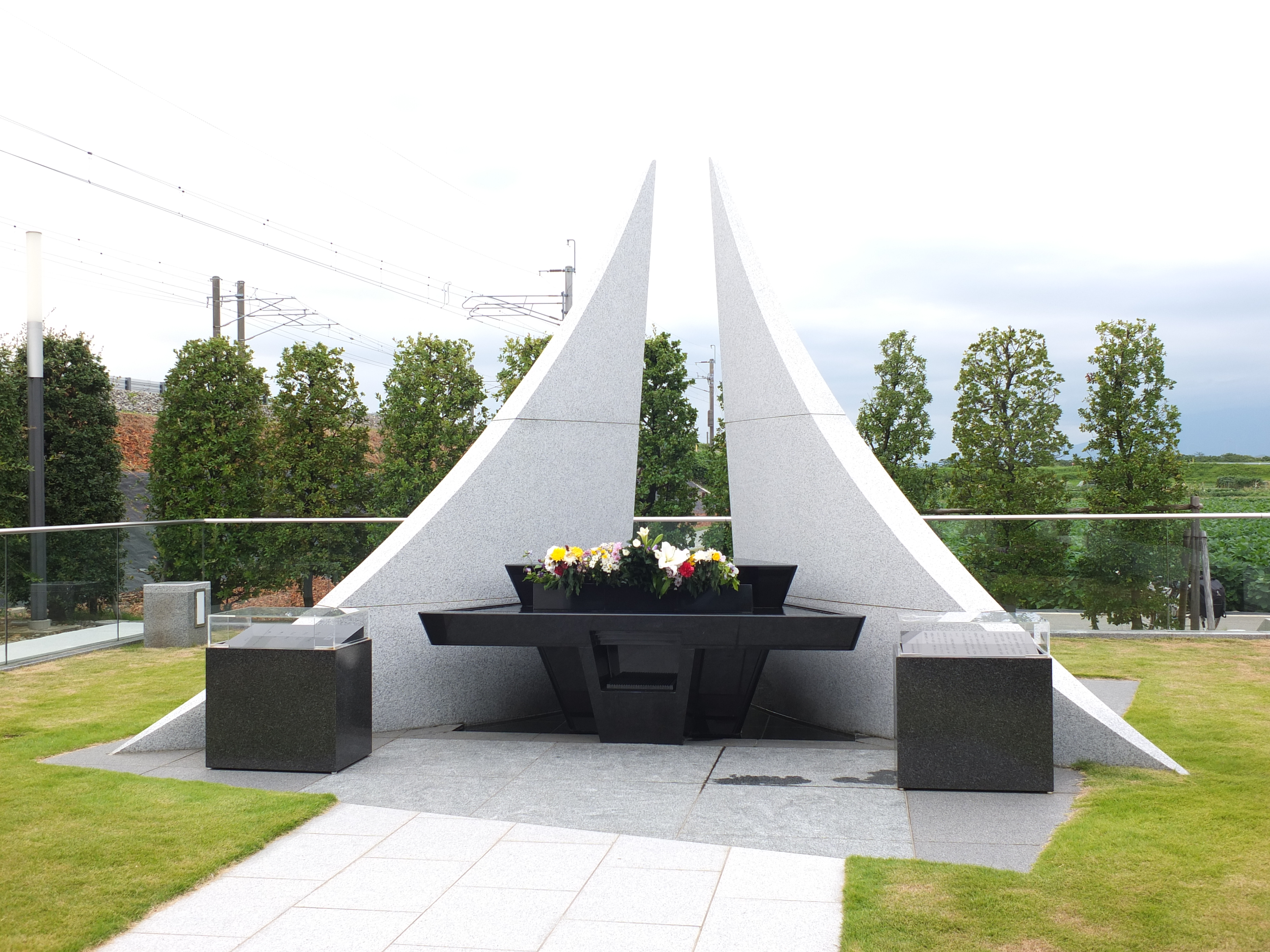
羽越本線列車事故的慰霊碑

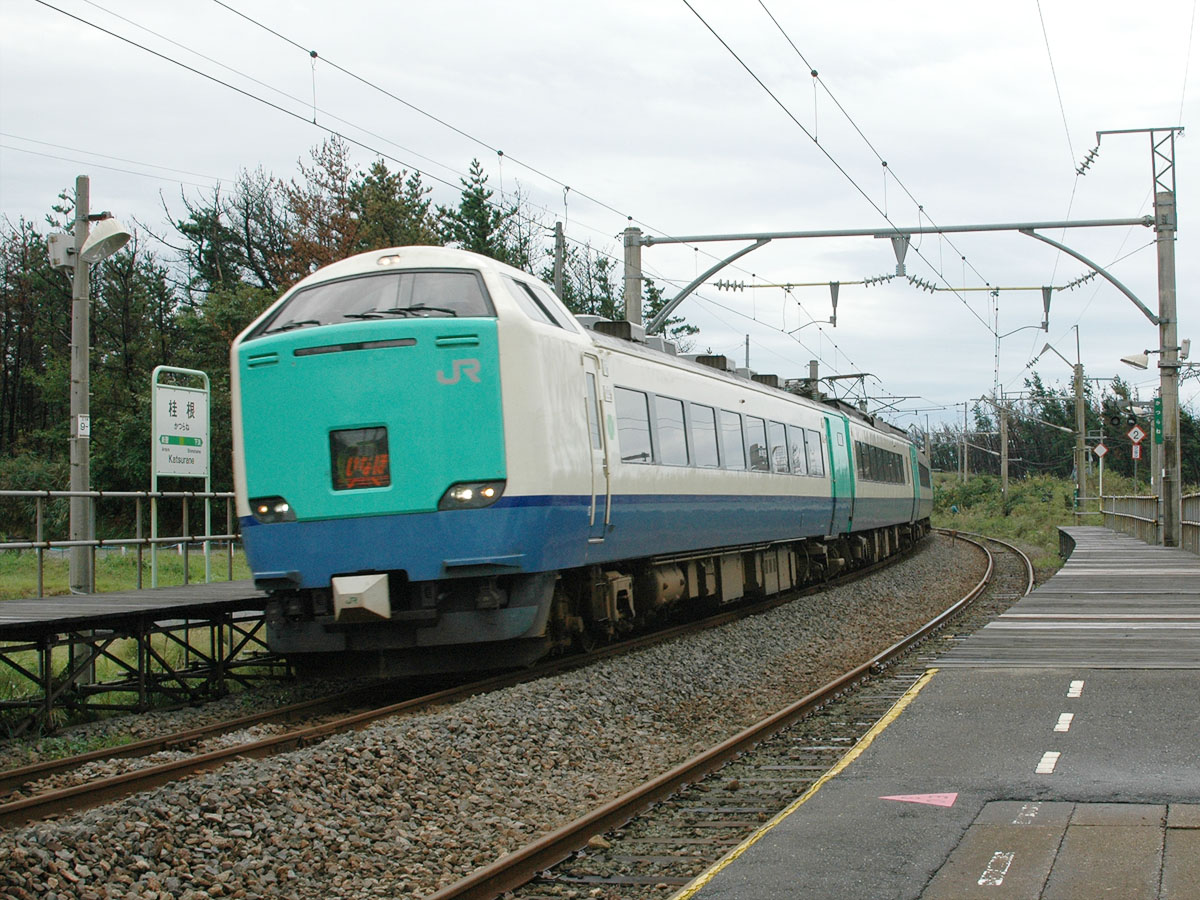
「稻穗一號」特急電車（跟事故電車屬同款）正通過JR桂根站

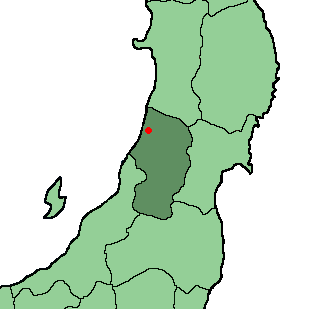
事故位置

JR羽越本線出軌事故（日語：JR羽越本線脱線事故），是一宗在2005年12月25日時，發生於日本山形縣東田川郡的鐵路事故，一列JR東日本羽越本線的特急電車因為出軌撞擊路旁小屋，造成5死33傷。此事故是繼JR福知山線出軌事故後，同年內日本第二宗重大鐵路事故。

## 事故概述
JR東日本一列由秋田車站經酒田車站開往新潟車站的稻穗14號（いなほ Inaho）特急電車（車款為485系3000番台，全車由6輛車廂組成），於當地時間晚上7時14分，駛經北余目站─砂越站之間的第2最上川橋樑後，突然發出怪聲，電車疑被強風吹起而向左浮起，之後便在風雪中發生出軌事故。最先頭的3輛（6號車─4號車）墮下幾米下的小屋旁，後2輛（3號車及2號車）則只有出軌，未有墮下小屋旁，最後一輛（1號車）沒有出軌。
出軌事故造成5人死亡，33人受傷，而死者全為最頭1輛（1號車，自由席）的乘客，出事特急電車的司機鈴木高司受輕傷（電車司機資料：29歲／1997年入職／資歷約4─5年）。
據調查報告，該班特急電車約有14人購入指定席車票，自由席乘搭人數約30人。全車共約有44名乘客。電車出事前，曾在酒田站因大雪影響，延遲68分鐘，至19時08分才開出。
電車出軌位置的最高速度限制為120km/h，而估計當時電車的行走速度約100km/h。

## 原因
經過航空、鐵道事故調查委員會調查後，於2008年4月2日公布結果，認為電車駛經第2號最上川橋樑時，遇突然增強的烈風，列車因此被吹起，進而翻落橋下。
而調查中，列車駕駛員一度被懷疑為追回誤點冒險於強風中加速，其後發現駕駛員於事發前已主動減速（事發時低於最高速限120km/h），最終認為駕駛員不用為事故負責。

## 後續處理
肇事列車由於損毀嚴重，最終被拆解報銷。
2006年9月19日，JR東日本公司宣佈會於同年12月，即事故發生一週年，於事發地點建造一紀念碑，以悼念此次意外的5名死者。
受此事故影響，JR在2006年初修訂強風停駛標準，由原本的30m/s改為25m/s。